# Entwerter/Oder
Entwerter/Oder (eigene Schreibweise: ENTWERTER/ODER, kurz auch e/o) ist eine 1982 in Ost-Berlin im Samisdat gegründete kleinauflagige, original-grafische Künstlerzeitschrift. Sie verbindet zeitgenössische Kunst in Form von Originalgrafiken, Originalzeichnungen, Fotografien, Objets trouvés, Copy- und Konzeptart, Musik (in Noten und/oder auf MC und CD), Filme (DVD) und erstveröffentlichte Texte zumeist deutschsprachigerAutoren. Die Textform reicht von der Visuellen Poesie über Lyrik bis zur experimentellen Prosa und kunstwissenschaftlichen Aufsätzen.

## Geschichte
Entwerter/Oder wurde von Uwe Warnke und Siegmar Körner 1982 in Ost-Berlin gegründet. Seit 1984 ist Uwe Warnke alleiniger Herausgeber. Sie war die erste der zu einer Szene des „Zeitschriftenunwesens“ (Christoph Tannert) wachsenden und inoffiziell erscheinenden Künstlerzeitschriften des Samisdat in der DDR. Die Auflagen betrugen 4 bis 100 Exemplare.
Diese Künstlerzeitschrift besetzte einen Freiraum innerhalb der ostdeutschen Gesellschaft, der bis zum Zusammenbruch 1989 behauptet wurde. Sie nutzte eine Gesetzeslücke, die die Arbeit mit künstlerischen Originalen bis zu einer Auflage von 99 Exemplaren nicht ausdrücklich verbot. Die Schreibmaschine war das „Printmedium“ der Texte; Fotografien waren immer Handabzüge; bei der Druckgrafik finden sich unter anderem Siebdrucke, Lithografien und Radierungen.
Das Format ist in der Regel A4 (Hochformat 21 × 29,7 cm). Der Umfang einer Ausgabe kann 12 bis 200 Blätter umfassen. Seit 1984 bindet der Berliner Buchbinder Hinrich Peters alle Ausgaben. Die Auflage beträgt aktuell 33 Exemplare. Etwa 20 Autoren und Künstler werden in jeder Ausgabe vorgestellt. Jeder beteiligte Künstler/Autor erhält nach Fertigstellung ein Exemplar.
Thematische Ausgaben wurden mit der Nr. 23 eingeführt. Seitdem wechseln sich thematische und nicht-thematische Ausgaben ab.
Sonderausgaben zur Fotografie, experimentellen Literatur und anderen Kunstformen und Themen gibt es seit 1984.
Entwerter/Oder kam aus der Ostberliner Subkultur und war Bestandteil der sogenannten Ergänzungs-, Gegen- oder 2. Kultur innerhalb der DDR. Bis 1990 erschienen 39 Ausgaben und 9 Sonderausgaben.
Bis Dezember 2014 waren 99 Ausgaben erschienen. Außerdem gibt es 28 Sonderausgaben. Es haben sich ca. 200 Künstler und Autoren aus etwa 9 Ländern an Entwerter/Oder beteiligt.
Im Jahr 2016 erschien Entwerter/Oder 100 als 5-bändige Jubiläumsausgabe in einer Holzbox. Anlässlich dieses Ereignisses präsentierte die Kunstbibliothek Berlin 2017 eine Ausstellung in ihrem Foyer.
Die Nummer 101 erschien im April 2021.
Im internationalen Kontext ordnet sich das Kunstprojekt bei den Assemblings ein.

## Die Sonderausgaben
Neben den regulären Ausgaben erscheinen seit 1984 Sonderausgaben. Diese können von einem Künstler oder einer Gruppen von Künstler zu unterschiedlichen Themen und Anlässen gestaltet und herausgegeben werden. Sie ermöglichen ebenso das spontane Reagieren auf bestimmte Ereignisse.
- Sonderheft 01: …interim…GASOMETER...oder - zur Sprengung der denkmalgeschützten Gasometerhüllen, Ostberlin 1984
- Sonderheft 02: Kunstsalon - LETZTER DEUTSCHER KUNSTSALON/Herbstsalon, Ostberlin 1984
- Sonderheft 03: NEUE Entwerter  V e r s u c h u n g e n  ODER, Ostberlin 1985
- Sonderheft 04: Foto-Sonderheft 1 - konzeptionelle Fotografie, hrsg. von Uwe Warnke und Kurt Buchwald, Ostberlin 1987
- Sonderheft 05: Foto-Sonderheft 2 - grenzüberschreitende Projekte, subjektive und konzeptionelle Fotografie, hrsg. von Uwe Warnke und Kurt Buchwald, Ostberlin 1988
- Sonderheft 06: uwe warnke - Serielle Texte u. a., Ostberlin 1989
- Sonderheft 07: Foto-Sonderheft 3 - zur sogenannten Life-Fotografie, hrsg. von Uwe Warnke und Kurt Buchwald, Ostberlin 1989
- Sonderheft 08: Foto-Sonderheft 4 - experimentelle Arbeiten, hrsg. von Uwe Warnke und Kurt Buchwald, Ostberlin 1990
- Sonderheft 09: Die sogenannte KOMISCHE NUMMER (satirische Arbeiten), Ostberlin 1990
- Sonderheft 10: Uwe Warnke  FOUND POETRY 1987 – 91, eine konzeptionelle Arbeit, Berlin 1991
- Sonderheft 11: P.L.G. Friesländer - Das Inselbuch, Berlin 1994
- Sonderheft 12: Kennwort: Sonnenschein, Ottfried Zielke, Klaus Zylla, Peter Thieme, Berlin 1994
- Sonderheft 13: Foto-Sonderheft 5 - zur zeitgenössischen Fotografie. hrsg. von Uwe Warnke und Kurt Buchwald, Berlin 1994
- Sonderheft 14: Valeri Scherstjanoi - scribentische ornamärze, Berlin 1995
- Sonderheft 15: verpacken/einpacken - zur Reichstagsverhüllung, Berlin 1995
- Sonderheft 16: Hartmut Andryczuk - Eine ethnische Säuberung aller Schneemänner, Berlin 1995
- Sonderheft 17: Uwe Warnke - OST   WEST / Übung vierhändig, Berlin 1996
- Sonderheft 18: Handschrift I - erste Sammlung von Handschriften/Autografen, Berlin 1996
- Sonderheft 19: autographen II, Berlin 1999
- Sonderheft 20: autographen III, Berlin 2002
- Sonderheft 21: Ulrich Schlotmann - Die Freuden der Jagd, Berlin 2003
- Sonderheft 22: autographen IV, Berlin 2004
- Sonderheft 23: Farewell / Abschiede, hrsg. von Birger Jesch und Lutz Wohlrab, Berlin 2005
- Sonderheft 24: Ottfried Zielke/Uwe Warnke - „Tagesthemen“, Berlin 2006
- Sonderheft 25: Zielke & Konsorten - Zum 70. Geburtstag Ottfried Zielkes, Berlin 2006
- Sonderheft 26: Farewell/Abschiede II, hrsg. von Birger Jesch & Lutz Wohlrab, Berlin 2007
- Sonderheft 27: edition f …, Berlin 2009
- Sonderheft 28: Foto-Sonderheft 6 - frei sehen. 21 Positionen zur zeitgenössischen Fotografie. hrsg. von Uwe Warnke und Peter Thieme, Berlin 2014

## Ausstellungen
Seit 1986 fanden zahlreiche Ausstellungen im In- und Ausland statt, darunter:
- 1986: Wort & Werk. Samariterkirche, Ostberlin
- 1990: Aussichten (Entwerter/Oder, Felix Martin Furtwängler und die Edition Plasma). Stadt- und Uni-Bibliothek, Frankfurt am Main
- 1991: Der Zensur zum Trotz. Herzog August Bibliothek, Wolfenbüttel
- 1991: Künstlerbücher im Eigenverlag. Gutenberg-Museum, Mainz
- 1997: boheme und diktatur in der ddr – gruppen, konflikte, quartiere – 1970 bis 1989. Deutsches Historisches Museum, Berlin
- 1998: vattenvägar/Wasserwege, Uwe Warnke Verlag. Kulturhuset Valfisken, Simrishamn/Schweden
- 1999: REVISION. 30 Stationen zum 20. Jahrhundert. Museum für Kunsthandwerk, Frankfurt am Main
- 2002: einblicke-insights. 15x Zeitgenössische Künstlerbücher aus Deutschland. TAKEO Co., Ltd. Mihoncho Honten, Tokio
- 2011: Poesie des Untergrunds. Die Literaten- und Künstlerszene Ostberlins 1979–1989. Universitätsbibliothek, Basel, Schweiz
- 2015: frei sehen. Ausstellung aller Fotografien aus der aktuellen Sonderausgabe des original-grafischen Künstlerprojekts entwerter/oder. Galerie im Tempelhof Museum, Berlin
- 2019: BuchDruckKunst. Erlesenes auf Papier. Museum der Arbeit, Hamburg

## Preise
- 1991  Victor Otto Stomps-Preis der Stadt Mainz an Uwe Warnke für Entwerter/Oder[7]